# آي بي إم زي

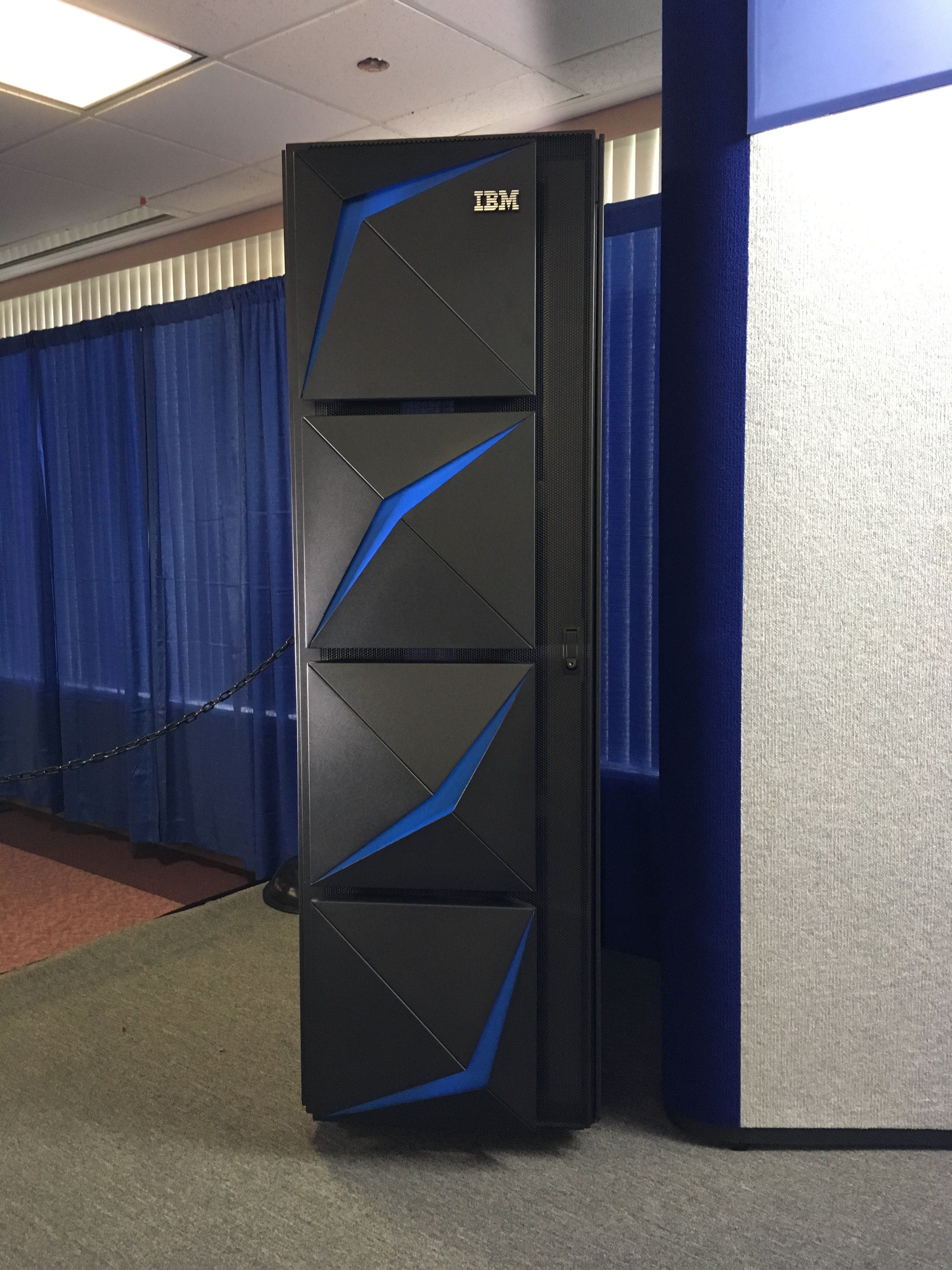
حاسب مركزي IBM z15 أحادي الإطار. يمكن أن تحتوي النماذج ذات السعة الأكبر على ما يصل إلى أربعة إطارات إجمالية. يحتوي هذا النموذج على لمسات زرقاء، مقارنة بنموذج LinuxONE III الذي يحتوي على لمسات برتقالية.

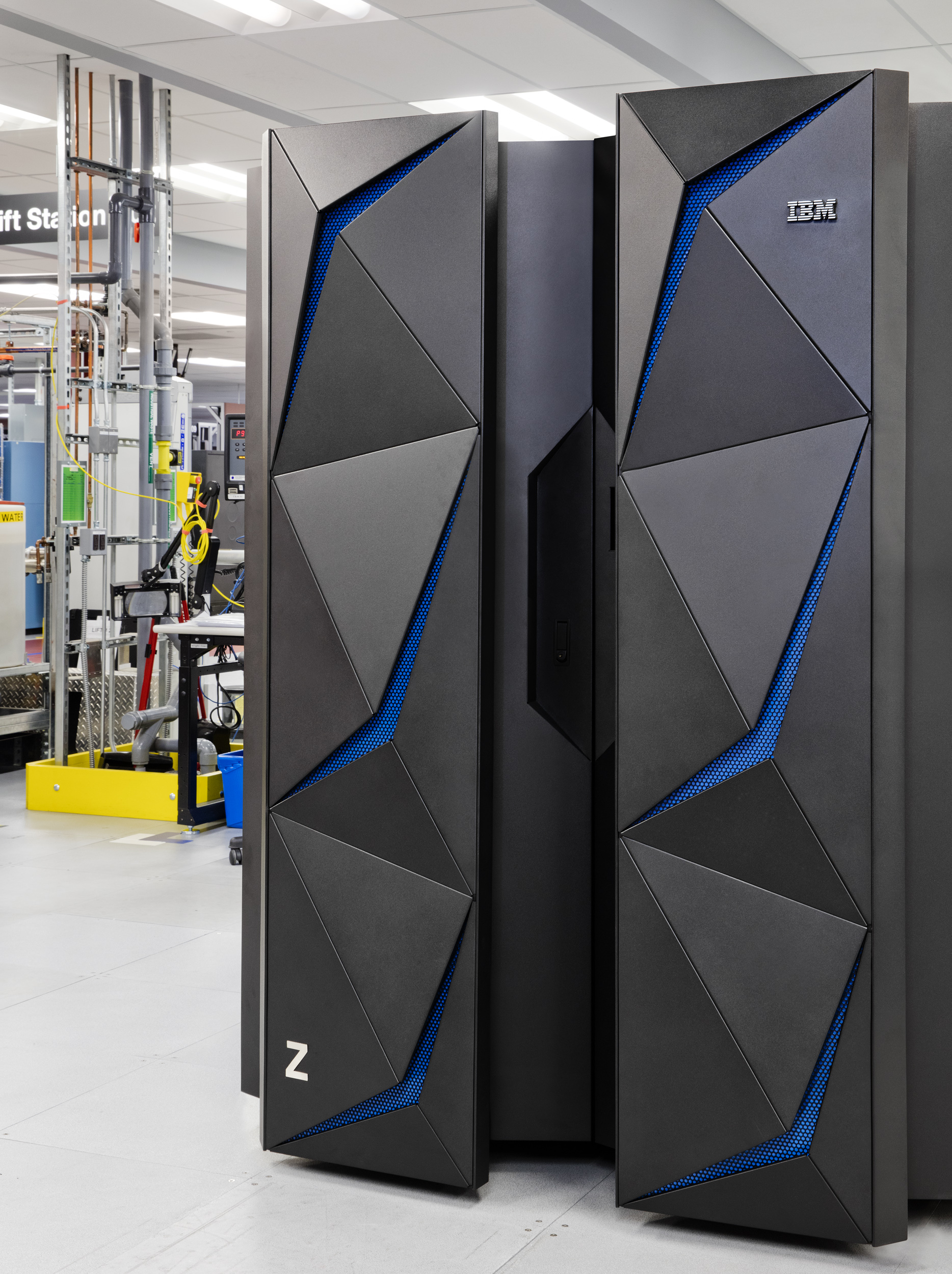
حاسوب IBM z14 الرئيسي. ويتميز عن طراز LinuxONE باللمسات الزرقاء على الأبواب.

'آي بي إم زد (بالإنجليزية: IBM Z)  هو الاسم الذي تستخدمه شركة آي بي إم للإشارة إلى جميع أجهزة الحاسوب المركزي التي تعتمد على معمارية زد/آركيتكتشر (z/Architecture). في يوليو 2017، ومع ظهور جيل جديد من المنتجات، تم تغيير الاسم الرسمي للعائلة من '''آي بي إم زد سيستمز''' (IBM z Systems) إلى '''آي بي إم زد''' (IBM Z). من المتوقع أن تضم عائلة آي بي إم زد قريبًا أحدث طرازاتها، '''آي بي إم زد 17''' (IBM z17)، بالإضافة إلى الطرازات الحالية مثل '''زد 16''' (z16)، و'''زد 15''' (z15)، و'''زد 14''' (z14)، و'''زد 13''' (z13) - والتي تم إصدارها تحت الأسماء السابقة '''آي بي إم زد سيستمز'''/'''آي بي إم سيستم زد''' (IBM z Systems/IBM System z) - ونماذج '''آي بي إم زد إنتربرايز''' (IBM zEnterprise) - والتي يُشار إليها شيوعًا باسمي '''زد إي سي 12''' (zEC12) و'''زد 196''' (z196) - ونماذج '''آي بي إم سيستم زد 10''' (IBM System z10) - والتي يُشار إليها شيوعًا باسم '''زد 10 إي سي''' (z10 EC) - ونماذج '''آي بي إم سيستم زد 9''' (IBM System z9) - والتي يُشار إليها شيوعًا باسم '''زد 9 إي سي''' (z9EC) - ونماذج '''آي بي إم إي سيرفر زد سيريز''' (IBM eServer zSeries) - والتي تشير في الاستخدام الشائع فقط إلى جيلي '''زد 900''' (z900) و'''زد 990''' (z990) من الحاسوب المركزي.

## بنيان
يُعزى إطلاق أسماء '''زد سيريز''' (zSeries)، و'''زد إنتربرايز''' (zEnterprise)، و'''سيستم زد''' (System z)، و'''آي بي إم زد''' (IBM Z) على هذه العائلات إلى ميزة التوفر العالي التي تتمتع بها، حيث يرمز الحرف "z" إلى مفهوم "زيرو داون تايم" (zero downtime)، أي عدم وجود وقت تعطل على الإطلاق. وقد صُممت هذه الأنظمة باستخدام مكونات احتياطية قادرة على التحويل السريع عند حدوث أي أعطال، مما يضمن استمرار العمليات دون انقطاع.
تحافظ عائلة '''آي بي إم زد''' (IBM Z) على توافق تام مع الإصدارات السابقة. وفي الواقع، تُعد الأنظمة الحالية امتدادًا مباشرًا لأنظمة '''سيستم/360''' (System/360)، التي أُعلن عنها في عام 1964، و'''سيستم/370''' (System/370) من سبعينيات القرن العشرين. ولا يزال من الممكن تشغيل العديد من التطبيقات التي كُتبت لهذه الأنظمة دون أي تعديل على أحدث أنظمة آي بي إم زد.

### المحاكاة الافتراضية
تُعد المحاكاة الافتراضية ميزة أساسية ومدمجة في أنظمة '''آي بي إم زد''' (IBM Z). توفر الطبقة الأولى من هذه المحاكاة الافتراضية بواسطة برنامج إدارة موارد المعالج والنظام (Processor Resource/System Manager) المعروف اختصارًا بـ '''PR/SM'''، والذي يتيح إنشاء ونشر قسم منطقي واحد أو أكثر يُعرف باسم '''LPAR''' (Logical Partition). يدعم كل قسم منطقي (LPAR) تشغيل مجموعة متنوعة من أنظمة التشغيل.بالإضافة إلى ذلك، يمكن تشغيل برنامج مشرف الأجهزة الافتراضية المسمى '''زد/في إم''' (z/VM) كطبقة محاكاة افتراضية ثانية داخل الأقسام المنطقية (LPARs). يتيح ذلك إنشاء عدد كبير من الأجهزة الافتراضية (VMs) يتناسب مع الموارد المخصصة للقسم المنطقي (LPAR) الذي يستضيفها.تسمح الطبقة الأولى من تقنية المحاكاة الافتراضية في '''آي بي إم زد''' (PR/SM) لجهاز واحد بتشغيل عدد محدود من الأقسام المنطقية (LPARs)، يصل إلى 80 قسمًا على نظام '''آي بي إم زد 13''' (IBM z13). ويمكن اعتبار هذه الخوادم افتراضية "مجردة" (near-bare metal) نظرًا لأن برنامج '''PR/SM''' يسمح بتخصيص وحدات المعالجة المركزية مباشرة للأقسام المنطقية (LPARs) الفردية. يمكن لـ LPARs z/VM المخصصة داخل LPARs PR/SM تشغيل عدد كبير جدًا من الآلات الافتراضية طالما أن هناك موارد وحدة المعالجة المركزية والذاكرة وموارد الإدخال/الإخراج الكافية التي تم تكوينها مع النظام للحصول على الأداء والسعة والإنتاجية المطلوبة.[بحاجة لمصدر]
حصل برنامج '''PR/SM''' على أنظمة '''آي بي إم زد''' (IBM Z) على شهادة الأمان بمستوى تقييم ضمان المعايير المشتركة (Common Criteria Assessment Assurance Level)  المعروف اختصارًا بـ '''EAL 5+''. [1] كما حصل برنامج '''زد/في إم''' (z/VM) على شهادة المعايير المشتركة بمستوى '''EAL4+''.
تم أيضًا نقل برنامج التشغيل اله افتراضيه متعمده النواة من لينكس .

## قائمة النماذج (الترتيب الزمني العكسي)
حصل برنامج '''PR/SM''' على أنظمة '''آي بي إم زد''' (IBM Z) على شهادة الأمان بمستوى تقييم ضمان المعايير المشتركة (Common Criteria Assessment Assurance Level) المعروف اختصارًا بـ '''EAL 5+''. [1] كما حصل برنامج '''زد/في إم''' (z/VM) على شهادة المعايير المشتركة بمستوى '''EAL4+''.

### آي بي إم z17
تم الكشف عن معالج '''تيليوم II''' (Telum II) الخاص بجهاز '''آي بي إم زد 17''' (IBM z17) الرئيسي خلال مؤتمر هوت تشيبس (Hot Chips) 2024. [1] ومن المتوقع أن يركز التصميم الجديد بشكل أساسي على تسريع وتحسين أداء الذكاء الاصطناعي. تتميز شريحة '''تيليوم II''' صحيح، تتميز شريحة معالج '''تيليوم II''' (Telum II) التي تتضمن 43 مليار ترانزستور بوحدة معالجة بيانات مدمجة على الشريحة (on-chip Data Processing Unit - DPU). وتوفر تحسينات طفيفة على معالج Telum في z16، مع بنية مماثلة، بما في ذلك دعم OpenCAPI .

### آي بي إم z16
تم تقديم الحاسوب المركزي '''آي بي إم زد 16''' (IBM z16) ، الذي يعتمد على معالج '''تيليوم''' (Telum)، في 5 أبريل 2022. وقد وُصفت التعليمات الخاصة بالذكاء الاصطناعي والشبكات العصبية في إصدار جديد  من مبادئ تشغيل معمارية زد (z/Architecture Principles).

### آي بي إم z15
- تم تقديم الحاسوب المركزي IBM z15 (8561) المستند إلى شريحة z15 في 12 سبتمبر 2019.[12]
- مقدمة تقنية عن IBM z15 [13]
- الدليل الفني لـ IBM z15 [14]

### آي بي إم z14
تم إطلاق جهاز '''زد 14''' (z14) ثنائي الإطار في يوليو 2017 ، والإطار الأحادي في أبريل 2018 ، وكلاهما يعتمدان على شريحة ''زد 14''(z14)، وهي شريحة تضم 10 نوى معالجة تعمل بسرعة 5.2 جيجاهرتز. يمكن أن يشتمل نظام ''زد 14'' (z14) على ما يصل إلى 240 نواة معالجة (Processing Unit - PU)، يمكن تكوين 170 منها وفقًا لمتطلبات العميل لتشغيل التطبيقات وأنظمة التشغيل. كما يمكن أن يحتوي على ما يصل إلى 32 مجموعة من الذاكرة المستقلة القابلة للاستخدام بسعة إجمالية تصل إلى 1 تيرابايت، ويمكن تكوين بعض هذه الذاكرة كذاكرة وميضية افتراضية. يمكن تصنيف كل وحدة معالجة مركزية كوحدة معالجة مركزية قياسية (CP)، أو معالج برامج ثابتة متكاملة ، أو معالج مرفق متكامل لنظام لينكس ، أو معالج المعلومات المتكامل .بالإضافة إلى الأنواع المذكورة، يمكن تصنيف وحدة المعالجة المركزية أيضًا كمعالج مرفق الاقتران الداخلي ، أو معالج مساعدة النظام الإضافي ، أو كوحدة احتياطية. تركز أنظمة '''آي بي إم زد''' (IBM Z) بشكل كبير على التشفير الشامل، حيث يحتوي معالج '''زد 14''' (z14) على العديد من ميزات التشفير المدعومة بالأجهزة، بما في ذلك خوارزميات AES، وDES، وTDES، وSHA، بالإضافة إلى مولد أرقام عشوائية.

### آي بي إم z13
تم إطلاق جهاز '''زد 13''' (z13) في 13 يناير 2015 ، وهو يعتمد على شريحة '''زد 13''' (z13)،  وهي شريحة تضم ثماني نوى معالجة تعمل بسرعة 5 جيجاهرتز. يمكن أن يحتوي نظام '''زد 13''' (z13) على ما يصل إلى 168 نواة معالجة (PU)، يمكن تكوين 141 منها وفقًا لمتطلبات العميل لتشغيل التطبيقات وأنظمة التشغيل، وما يصل إلى 10.144 تيرابايت (قابلة للاستخدام) من الذاكرة المستقلة الزائدة (Redundant Array of Independent Memory - RAIM). يمكن تصنيف كل وحدة معالجة مركزية (CPU) كوحدة معالجة مركزية قياسية (CP)، أو معالج برامج ثابتة متكاملة (IFP)، أو معالج مرفق متكامل لنظام لينكس (IFL)، أو معالج معلومات متكامل z (z Integrated Information Processor - zIIP)، أو معالج مرفق الاقتران الداخلي (ICF).
أو معالج مساعدة النظام الإضافي (SAP) أو كجهاز احتياطي. أصبحت ميزة معالج مساعدة التطبيق z (zAAP) الموجودة في معالجات z/Architecture السابقة الآن جزءًا متكاملًا من zIIP الخاص بـ z13.

### نظام IBM zEnterprise

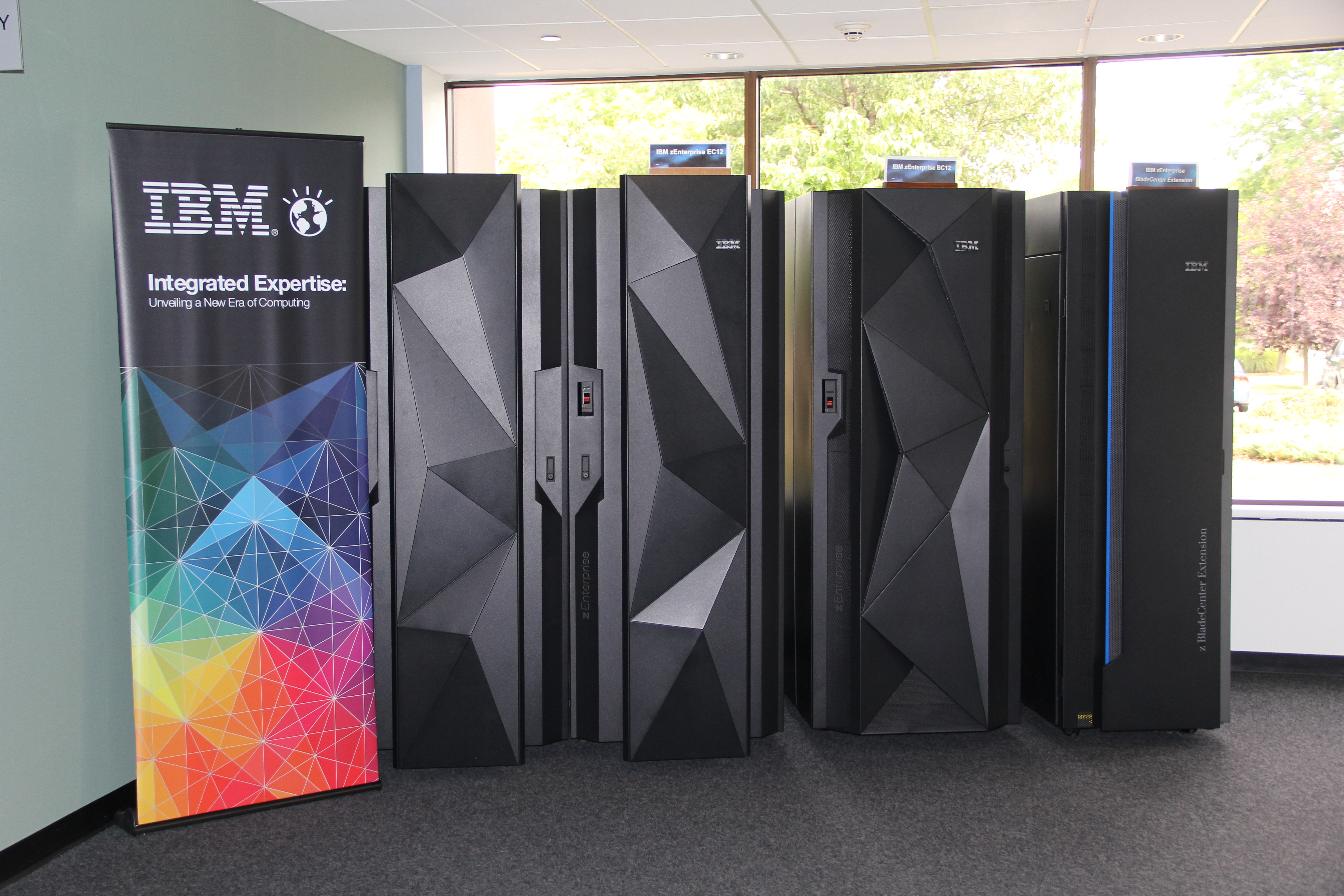
ثلاثية من أجهزة الكمبيوتر المركزية من نوع IBM zEnterprise. من اليسار إلى اليمين: EC12، BC12، Bladecenter Extension.

يشمل هذا الخط جيلين من الأجهزة: الجيل الأول، الذي أُصدر في عامي 2010 و2011، وتضمن طرازات أحادية الرف يُطلق عليها اسم "فئة رجال الأعمال" (Business Class) برقم الطراز 114، وطرازات أخرى يُطلق عليها اسم "فئة المؤسسات" (Enterprise Class) برقم الطراز 196. أما الجيل الثاني، فقد أُصدر في عامي 2012 و2013، ويُعرف بالجيل الثاني عشر من الخط الرئيسي (Generation 12 of the Enterprise Platform). وقد قُدم هذا الجيل بنوعين من الطرازات: '''زد بي سي 12''' (zBC12) أحادي الرف، و'''زد إي سي 12''' (zEC12) ثنائي الرف.

#### zEnterprise gen2 (zBC12 وzEC12)

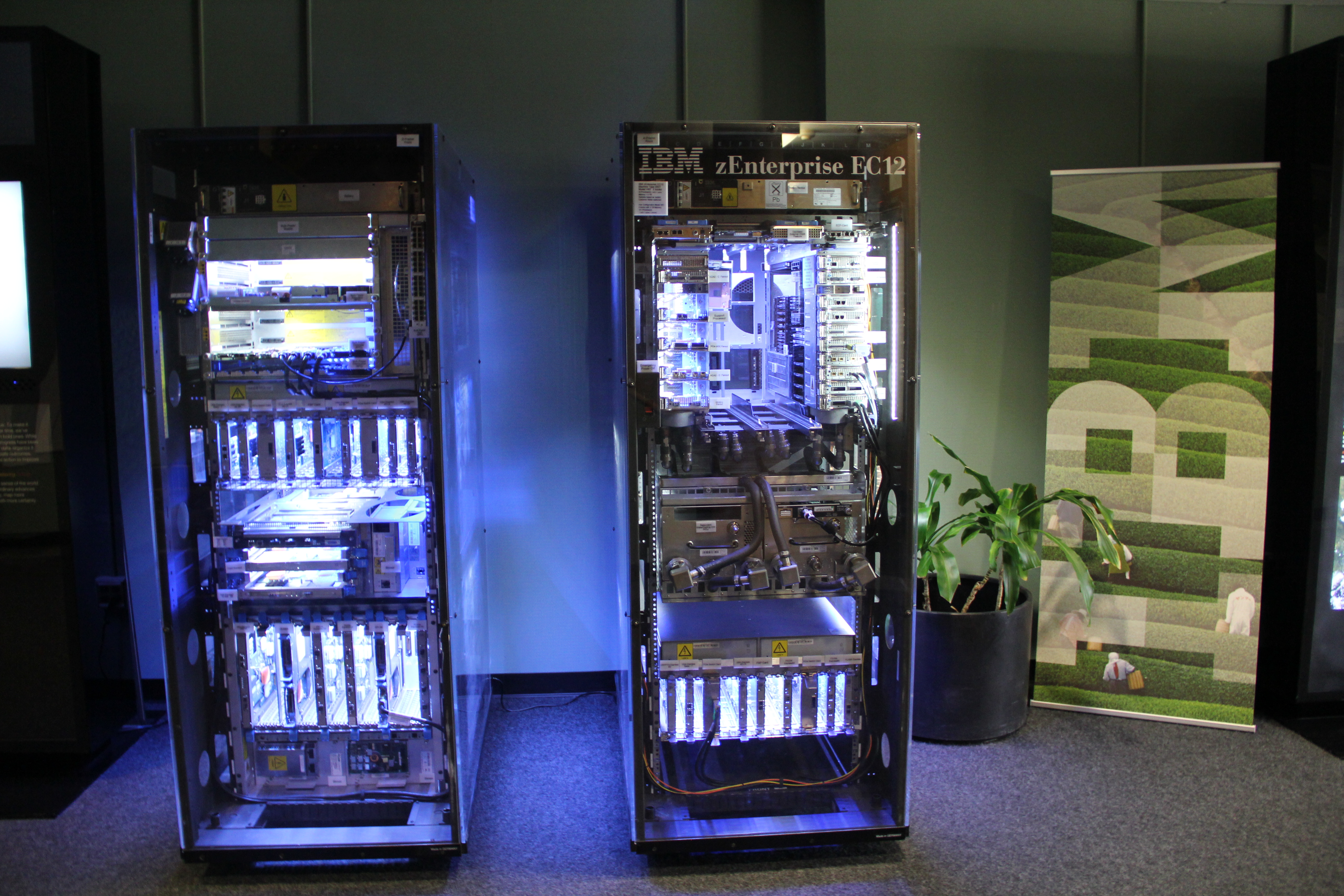
جهاز IBM zEnterprise EC12 مع إزالة الغطاء. تمت إضاءة الجزء الداخلي لرؤية الأجزاء الداخلية المختلفة بشكل أفضل.

في 8 أبريل 2014، احتفالًا بالذكرى الخمسين لإطلاق نظام الحاسوب المركزي System/360، أعلنت شركة آي بي إم  عن إطلاق أول حل للبنية التحتية المتقاربة يعتمد على تكنولوجيا الحاسوب المركزي. يُطلق على هذا الحل اسم '''نظام آي بي إم السحابي للمؤسسات''' (IBM Enterprise Cloud System). يجمع هذا المنتج الجديد بين أجهزة آي بي إم المركزية وبرامجها ووحدات التخزين الخاصة بها في نظام واحد، وقد صُمم لمنافسة العروض المماثلة من شركات مثل VCE، وهيوليت باركاد ، وأوراكل. ووفقًا لشركة آي بي إم، يُعد هذا النظام خادم لينكس  الأكثر قابلية للتوسع المتاح، حيث يدعم ما يصل إلى 6000 جهاز افتراضي في مساحة واحدة. وفي يونيو 2014، أعلنت آي بي إم عن شحن أول نظام سحابي للمؤسسات إلى شركة فيسينسا ،  وهي شركة تقدم خدمات مُدارة مقرها المملكة المتحدة.
يُعد جهاز zEnterprise Business Class 12 – zBC12 حلاً اقتصاديًا للمبتدئين يأتي في وحدة رف واحدة، وقد تم تقديمه في يوليو 2013 ويتوفر بنموذجين من الأجهزة هما H06 وH13. صُمم هذا الجهاز لخدمة قطاع الأعمال المتوسطة ويمكن تهيئته ليصبح خادمًا افتراضيًا لنظام Linux، ويُعرف في هذه الحالة باسم Enterprise Linux Server. يحتوي طراز H13 على 18 نواة معالجة، مع إمكانية تفعيل ما يصل إلى 13 منها. أما طراز H06 فيحتوي على تسع نوى معالجة، مع إمكانية تفعيل ما يصل إلى ست منها.
| موديلات zBC12 | موديلات zBC12 | موديلات zBC12 | موديلات zBC12 | موديلات zBC12 | موديلات zBC12 | موديلات zBC12 | موديلات zBC12 | موديلات zBC12 | موديلات zBC12      |
| نموذج         | نقاط التفتيش  | IFLs          | zAAPs / zIIPs | ICFs          | أنظمة SAP     | IFPs          | قطع الغيار    | zBX           | الذاكرة (جيجابايت) |
| ------------- | ------------- | ------------- | ------------- | ------------- | ------------- | ------------- | ------------- | ------------- | ------------------ |
| ح06           | 0–6           | 0–6           | 0–4 / 0–4     | 0–6           | 2             | 1             | 0             | 0–1           | 8–240              |
| ح13           | 0–6           | 0–13          | 0–8 / 0–8     | 0–13          | 2             | 1             | 2             | 0–1           | 16–496             |

تم إطلاق جهاز zEnterprise BC12 في يوليو 2013، وهو يعتمد على جهاز z114 المُحسن، ويضم ما يصل إلى 18 معالج zEC12 يعمل بسرعة 4.2 جيجاهرتز، بالإضافة إلى ذاكرة وصول عشوائي (RAM) تصل إلى 489 جيجابايت. يتوفر الجهاز بنموذجين، H06 وH13، يحتويان على درج معالجة واحد ودرجين على التوالي. يمكن ربط zBC12 بنظام التوسعة zBX. وتقدم شركة آي بي إم إصدارًا خاصًا من zBC12 يُعرف باسم Enterprise Linux Server ،  والذي يشغل مضيفات Linux فقط على برنامج التشغيل الافتراضي z/VM الخاص به، ويستهدف عمليات الترحيل واسعة النطاق من عمليات تثبيت لينكس المستندة إلى معمارية x86.
zEnterprise Enterprise Class 12 – zEC12 حلاً عالي الأداء يأتي في وحدتي رف، ويتوفر بخمسة نماذج من الأجهزة: H20، وH43، وH66، وH89، وHA1. [1]  يعكس رقم الطراز عدد النوى المتاحة لأعباء عمل العملاء. أما النوى الإضافية، فتُخصص كقطع غيار ووحدات معالجة مساعدة للنظام (SAP) ووحدات معالجة البرامج الثابتة المتكاملة (IFP).
| موديلات zEC12 | موديلات zEC12 | موديلات zEC12 | موديلات zEC12 | موديلات zEC12 | موديلات zEC12 | موديلات zEC12 | موديلات zEC12 | موديلات zEC12      |
| نموذج         | نقاط التفتيش  | IFLs          | zAAPs / zIIPs | ICFs          | أنظمة SAP     | IFPs          | قطع الغيار    | الذاكرة (جيجابايت) |
| ------------- | ------------- | ------------- | ------------- | ------------- | ------------- | ------------- | ------------- | ------------------ |
| ماء           | 1–20          | 0–20          | 0–10 / 0–10   | 0–20          | 4–8           | 1             | 2–20          | 32–704             |
| ح43           | 1–43          | 0–43          | 0–21 / 0–21   | 0–43          | 8–16          | 1             | 2–43          | 32–1392            |
| ح66           | 1–66          | 0–66          | 0–33 / 0–33   | 0–66          | 12–24         | 1             | 2–66          | 32–2272            |
| ح89           | 1–89          | 0–89          | 0–44 / 0–44   | 0–89          | 16–32         | 1             | 2–89          | 32–3040            |
| HA1           | 1–101         | 0–101         | 0–50 / 0–50   | 0–101         | 16–32         | 1             | 2–101         | 32–3040            |

تم طرح zEnterprise EC12 في أغسطس 2012، وهو يعتمد على شريحة zEC12 ، وهي شريحة 5.5 معالج z/Architecture 8-core خارج الترتيب بتردد GHz ويعتمد على CISC . يمكن أن يحتوي zEC12 على ما يصل إلى 120 نواة، 101 منها قابلة للتكوين من قبل العميل لتشغيل أنظمة التشغيل والتطبيقات. يتم الإشارة إلى الحد الأقصى لعدد النوى المتوفرة في طراز معين من zEC12 من خلال اسم الطراز. على سبيل المثال، يحتوي H20 على ما يصل إلى 20 نواة قابلة للطلب للاستخدام المباشر من قبل العملاء، بالإضافة إلى نواة احتياطية ونوع خاص من نواة معالج الإدخال/الإخراج، وهو معالج مساعدة النظام. يمكن وصف كل نواة على أنها معالج مركزي (CP)، أو معالج مرفق متكامل لنظام Linux (IFL)، أو معالج مساعدة تطبيق z (zAAP)، أو معالج معلومات متكامل z10 (zIIP)، أو معالج مرفق الاقتران الداخلي (ICF)، أو معالج مساعدة النظام الإضافي (SAP). يتيح لك zEnterprise EC12 ما يصل إلى 3 تيرابايت (قابلة للاستخدام) من مجموعة زائدة من الذاكرة المستقلة (RAIM).
يحتوي zEnterprise z196 على ضعف سعة الذاكرة الموجودة في z10، وسعة إجمالية أعلى بنسبة 60% من z10 (ما يصل إلى 52 (جيبس). إنه يدعم BladeCenter Extension (zBX) وUnified Resource Manager.

#### zEnterprise gen1 (114 و196)
تم الإعلان عن zEnterprise في يوليو 2010، مع طراز z196، وتم تصميمه لتقديم تقنيات الحاسب المركزي والخادم الموزع في نظام متكامل. يتكون نظام zEnterprise من ثلاثة مكونات:
- الأول هو خادم System z.
- ثانيًا، IBM zEnterprise BladeCenter Extension (zBX).
- والأخيرة هي طبقة الإدارة، IBM zEnterprise Unified Resource Manager (zManager)، والتي توفر عرض إدارة واحد لموارد zEnterprise.

تم تصميم zEnterprise لتوسيع قدرات الحاسب المركزي - كفاءة الإدارة، وتخصيص الموارد الديناميكي، وإمكانية الخدمة - إلى أنظمة وأحمال عمل أخرى تعمل على AIX على POWER7، وMicrosoft Windows أو Linux على x86.
ملحق zEnterprise BladeCenter (zBX) هو مكون للبنية الأساسية يستضيف خوادم IBM BladeCenter للأغراض العامة ومحسنات أحمال العمل الشبيهة بالأجهزة والتي يمكن إدارتها جميعًا كما لو كانت جهازًا رئيسيًا واحدًا. يدعم zBX شبكة داخلية خاصة عالية السرعة تربطه بمجمع المعالجة المركزية، مما يقلل الحاجة إلى أجهزة الشبكات ويوفر أمانًا عاليًا بطبيعته.

يقوم IBM zEnterprise Unified Resource Manager بدمج موارد نظام z وzBX كنظام افتراضي واحد ويوفر إدارة موحدة ومتكاملة عبر نظام zEnterprise. يمكنه تحديد الاختناقات أو الأعطال في النظام بين الأنظمة المختلفة، وإذا حدث فشل، فيمكنه إعادة تخصيص موارد النظام بشكل ديناميكي لمنع أو تقليل مشاكل التطبيق. يوفر Unified Resource Manager مراقبة وإدارة الطاقة وإدارة الموارد والأمان المتزايد والشبكات الافتراضية وإدارة المعلومات من واجهة مستخدم واحدة.
zEnterprise 114 – z114 هو حل رف واحد للمبتدئين، متوفر في طرازين من الأجهزة: M05 وM10. تم طرح هذا النظام في يوليو 2011، وهو مصمم لتوسيع فوائد نظام zEnterprise إلى قطاع الأعمال المتوسطة. مثل z196، فإن z114 متوافق تمامًا مع zBX وURM ويتميز أيضًا بعناصر تصميم الخادم المهمة للمهمة. تتميز z114 بما يصل إلى 14 نواة (ما يصل إلى 10 قابلة للتكوين) بسرعة ساعة تبلغ 3.8 جيجاهرتز. يبلغ حجم z114 نصف حجم z196 تقريبًا.
| موديلات z114 | موديلات z114 | موديلات z114 | موديلات z114  | موديلات z114 | موديلات z114 | موديلات z114 | موديلات z114 | موديلات z114       |
| نموذج        | نقاط التفتيش | IFLs         | zAAPs / zIIPs | ICFs         | أنظمة SAP    | قطع الغيار   | zBX          | الذاكرة (جيجابايت) |
| ------------ | ------------ | ------------ | ------------- | ------------ | ------------ | ------------ | ------------ | ------------------ |
| م05          | 0–5          | 0–5          | 0–2 / 0–2     | 0–5          | 2-4          | 0            | 0–1          | 8–120              |
| م10          | 0–5          | 0–10         | 0–5 / 0–5     | 0–10         | 2-4          | 2            | 0–1          | 16–248             |

المعالج الدقيق لـ 196 هو شريحة z196 ، وهي شريحة 5.2 معالج z/Architecture رباعي النواة بسرعة GHz خارج الترتيب ويعتمد على CISC . يمكن أن يحتوي z196 على 24 معالجًا كحد أقصى، مما يعطي إجماليًا 96 نواة، 80 منها متاحة مباشرة لتشغيل أنظمة التشغيل والتطبيقات. يتم الإشارة إلى عدد النوى المتوفرة في طراز معين من z196 من خلال اسم الطراز. على سبيل المثال، يحتوي M15 على 15 نواة متاحة للاستخدام المباشر للعملاء، بالإضافة إلى نوى المعالج الاحتياطية والخدمية. يمكن وصف كل نواة على أنها معالج مركزي (CP)، أو معالج مرفق متكامل لنظام Linux (IFL)، أو معالج مساعدة تطبيق z (zAAP)، أو معالج معلومات متكامل z10 (zIIP)، أو معالج مرفق الاقتران الداخلي (ICF)، أو معالج مساعدة النظام الإضافي (SAP). يدعم zEnterprise أيضًا شفرات x86 أو Power ISA المرفقة عبر امتداد BladeCenter zEnterprise (zBX). يتيح لك zEnterprise 196 ما يصل إلى 3 تيرابايت (قابلة للاستخدام) من مجموعة زائدة من الذاكرة المستقلة (RAIM).
zEnterprise 196 – z196 هو حل مزدوج الرفوف عالي الجودة، ويتوفر في خمسة طرازات أجهزة: M15، وM32، وM49، وM66، وM80. يعتمد رقم الطراز على عدد النوى المتاحة لأحمال عمل العملاء. يتم حجز النوى الإضافية كقطع غيار وكـ SAPs.
| موديلات z196 | موديلات z196 | موديلات z196 | موديلات z196  | موديلات z196 | موديلات z196 | موديلات z196 | موديلات z196 | موديلات z196       |
| نموذج        | نقاط التفتيش | IFLs         | zAAPs / zIIPs | ICFs         | أنظمة SAP    | قطع الغيار   | zBX          | الذاكرة (جيجابايت) |
| ------------ | ------------ | ------------ | ------------- | ------------ | ------------ | ------------ | ------------ | ------------------ |
| م15          | 0–15         | 0–15         | 0–7 / 0–7     | 0–15         | 3            | 2–15         | 0–1          | 32–752             |
| م32          | 0–32         | 0–32         | 0–16 / 0–16   | 0–16         | 6            | 2–32         | 0–1          | 32–1520            |
| م49          | 0–49         | 0–49         | 0–24 / 0–24   | 0–16         | 9            | 2–49         | 0–1          | 32–2288            |
| M66          | 0–66         | 0–66         | 0–33 / 0–33   | 0–16         | 12           | 2–66         | 0–1          | 32–3056            |
| م80          | 0–80         | 0–80         | 0–40 / 0–40   | 0–16         | 14           | 2–80         | 0–1          | 32–3056            |

كانت أنظمة IBM zSeries تعتمد على شرائح z/Architecture - معالجات z/Architecture متعددة النواة التي تعتمد على CISC والتي لا تعمل بشكل صحيح . يتم الإشارة إلى الحد الأقصى لعدد النوى المتوفرة في طراز معين من zEC12 من خلال اسم الطراز. على سبيل المثال، يحتوي H20 على ما يصل إلى 20 نواة قابلة للطلب للاستخدام المباشر من قبل العملاء، بالإضافة إلى نواة احتياطية ونوع خاص من نواة معالج الإدخال/الإخراج، وهو معالج مساعدة النظام. يمكن وصف كل نواة على أنها معالج مركزي (CP)، أو معالج مرفق متكامل لنظام Linux (IFL)، أو معالج مساعدة تطبيق z (zAAP)، أو معالج معلومات متكامل z10 (zIIP)، أو معالج مرفق الاقتران الداخلي (ICF)، أو معالج مساعدة النظام الإضافي (SAP).

### نظام IBM z10
- أداء أكبر بنسبة 50% وسعة قابلة للاستخدام أكبر بنسبة 70%. الجديد 4.4 تم تصميم معالج GHz لمعالجة أحمال العمل المكثفة لوحدة المعالجة المركزية ودعم توحيد الخادم على نطاق واسع على الحاسوب الرئيسي.
- القدرة والإدارة في الوقت المناسب – مراقبة أنظمة متعددة استنادًا إلى تعريفات توفير القدرة ومدير عبء العمل (WLM). عندما يتم استيفاء الشروط المحددة، يمكن لـ z/OS اقتراح تغييرات في السعة للتنشيط اليدوي من وحدة التحكم az/OS، أو يمكن للنظام إضافة أو إزالة السعة المؤقتة تلقائيًا وبدون تدخل المشغل.[32]

تتضمن النماذج المحددة من هذه العائلة ما يلي:

### نظام IBM z9
| سبقه                 | IBM Z \| IBM eServer zSeries \| IBM eServer zSeries \| IBM System z9 2005/2006 \| IBM System z10 2008 \| IBM zEnterprise \| IBM zEnterprise \| IBM z13 2015/2016 \| IBM z14 2017/2018 \| IBM z15 2019/2020 \| \| z800, z900 2000/2002 \| z890, z990 2003/2004 \| IBM System z9 2005/2006 \| IBM System z10 2008 \| z114, z196 2010/2011 \| zBC12, zEC12 2012/2013 \| IBM z13 2015/2016 \| IBM z14 2017/2018 \| IBM z15 2019/2020 \| |                         |                     |                      |                        |                   |                   |                   |
| IBM eServer zSeries  | IBM eServer zSeries | IBM System z9 2005/2006 | IBM System z10 2008 | IBM zEnterprise      | IBM zEnterprise        | IBM z13 2015/2016 | IBM z14 2017/2018 | IBM z15 2019/2020 |
| z800, z900 2000/2002 | z890, z990 2003/2004 | IBM System z9 2005/2006 | IBM System z10 2008 | z114, z196 2010/2011 | zBC12, zEC12 2012/2013 | IBM z13 2015/2016 | IBM z14 2017/2018 | IBM z15 2019/2020 |

- مزيد من المرونة على خوادم فئة المؤسسات في تخصيص وتحديد حجم سعة المعالجات للأغراض العامة (CPs) الموجودة في الخادم. الz9 توفر خوادم EC أربعة إعدادات مختلفة للقدرة الفرعية عند تشغيلها بثمانية معالجات للأغراض العامة أو أقل.
- محركات zIIP . تم تصميم zIIP بحيث يمكن للبرنامج العمل مع z/OS لإرسال كل أو جزء من عمل Service Request Block (SRB) الموجه إلى zIIP للمساعدة في تحرير السعة على المعالج للأغراض العامة مما قد يجعله متاحًا للاستخدام بواسطة أحمال العمل الأخرى التي تعمل على الخادم.
- ميداو . توفر ميزة كلمة عنوان البيانات غير المباشرة المعدلة (MIDAW) ميزة بديلة لإنشاء برنامج قناة. تم تصميمه لتحسين الأداء لتطبيقات FICON الأصلية التي تستخدم مجموعات بيانات بتنسيق ممتد (بما في ذلك DB2 وVSAM) من خلال المساعدة في تحسين استخدام القناة وتقليل النفقات العامة للقناة وتحسين أوقات استجابة الإدخال/الإخراج.
- يتم توفير CP Assist for Cryptographic Functions (CPACF) على كل معالج CP وIFL لدعم تشفير المفتاح الواضح. تم تحسين CPACF لمعالجات نظام z9 لتشمل دعم معيار التشفير المتقدم (AES) لمفاتيح 128 بت، وخوارزمية التجزئة الآمنة 256 (SHA-256)، ويقدم CPACF DES وTriple DES وSHA-1.

تتضمن النماذج المحددة من هذه العائلة ما يلي:
- z9 Business Class (سلسلة 2096)، خليفة طراز z890 وأصغر طرازات z990 (2006)
- فئة z9 Enterprise (سلسلة 2094)، تم تقديمها في عام 2005، في البداية باسم z9-109، بدايةً لسلسلة نظام z9 الجديدة

### عائلة IBM zSeries
تم الإعلان عن eServer zSeries 900 ( z900 باختصار) في 3 أكتوبر 2000، وأصبح متاحًا في 18 ديسمبر، وكان أول خادم يتضمن امتداد z/Architecture 64 بت لعمارة S/360 ، مع الاحتفاظ بدعم برامج العنونة 31 بت و24 بت منذ عام 1964.
يحتوي النظام على 12 أو 20 معالج Blue Flame  ، والتي يمكن استخدام ما يصل إلى 16 منها كمعالجات مركزية، وهي متضمنة في وحدة متعددة الشرائح تحتوي على 101 طبقة من الزجاج والسيراميك و4226 دبوس إدخال/إخراج. يحتوي كل معالج على 47 مليون ترانزستور عبر 177 مم 2 . بالمقارنة مع S/390 G6 السابق، يتم مضاعفة ذاكرة التخزين المؤقت L1 في Blue Flame عن طريق تقسيمها إلى 256+256 كيلوبايت I+D ويتم مضاعفة ذاكرة التخزين المؤقت L2 إلى 32 ميجابايت. تم مضاعفة عرض النطاق الترددي للإدخال والإخراج المحيطي إلى 24 جيجابايت/ثانية، في حين أن الذاكرة الرئيسية لها عرض نطاق ترددي يبلغ 70 جيجابايت/ثانية، وزمن انتقال يبلغ 150 نانوثانية وسعة تصل إلى 64 جيجابايت. يتميز Blue Flame بخط أنابيب مكون من 7 مراحل، وقد وصل في البداية إلى 769 ميغا هرتز مع 180 وحدة عملية نانومتر، وعند التحول إلى السيليكون على العازل في مايو 2002 وصل إلى 917 ميجا هرتز، حيث يستهلك 38 وات.
في عام 2002، أطلقت شركة IBM جهاز z800 ، وهو جهاز حاسوب رئيسي منخفض التكلفة يحتوي على خمسة شعلات زرقاء بسرعة 625 ميجا هرتز، ويمكن أن يكون ما يصل إلى أربعة منها معالجات مركزية، تشترك جميعها في ذاكرة تخزين مؤقتة L2 بحجم 8 ميجا بايت. يبلغ عرض النطاق الترددي للإدخال والإخراج 6 جيجابايت/ثانية وتصل سعة الذاكرة إلى 32 جيجابايت.
أصبحت أجهزة الكمبيوتر المركزية z990 التي أعيد تصميمها بالكامل للفئات المتوسطة والعالية متاحة في يونيو وأكتوبر 2003 على التوالي. يضم أول معالجات CMOS فائقة السرعة من IBM، شريحة ثنائية النواة تحتوي على 121 مليون ترانزستور عبر 266 مم 2 ، وتم تصنيعها في عام 130 عملية نانومتر، تستهلك 55 واط عند 1.2 جيجاهرتز في z990. يحتوي كل نواة على معالج مساعد تشفيري يدعم معيار تشفير البيانات و SHA-1 .
احتوى المعالج z990 على ما يصل إلى 48 نواة، منها ما يصل إلى 32 تم تمكينها كمعالجات مركزية. لدعم هذه الزيادة، كان z990 هو أول حاسوب رئيسي من إنتاج IBM مزود بوصول غير موحد للذاكرة ، حيث تم تجميع معالجاته وذاكرته في ما يصل إلى أربع وحدات "كتابية"، ويحتوي كل كتاب أيضًا على ذاكرة تخزين مؤقتة L2 بحجم 32 ميجابايت. وكان أيضًا أول من امتلك القدرة على إزالة الغموض من الذاكرة التخمينية. تم مضاعفة الحد الأقصى لعرض النطاق الترددي للإدخال/الإخراج وسعة الذاكرة إلى أربعة أضعاف، إلى 96 جيجابايت/ثانية و256 جيجابايت على التوالي، كما تم مضاعفة عدد قنوات الإدخال/الإخراج من خلال تقديم أنظمة القنوات المنطقية الرباعية (LCSS). لا يمكن لكل مثيل لنظام التشغيل الوصول إلى أكثر من LCSS واحد، وبالتالي الحفاظ على حد 256 قناة لكل نظام تشغيل. تم مضاعفة عدد الأقسام المنطقية إلى 30، وارتفعت المسافة القصوى لـ Parallel Sysplex إلى 100 كم. استغرق الأمر بعض الوقت حتى يتمكن نظام تشغيل واحد من الاستفادة الكاملة من z990، حيث حصل z/OS و z/VM على الدعم لـ 24 معالجًا فقط في سبتمبر 2004، و32 معالجًا في يونيو 2005 بالنسبة لـ z/OS ويونيو 2007 بالنسبة لـ z/VM.
في عام 2004، وسعت شركة IBM فكرة المعالجات المقيدة منخفضة التكلفة (التي تم تقديمها لأول مرة في عام 2000 في شكل IFL ، للاستخدام بواسطة Linux على IBM Z فقط) والتي لا يُسمح لها بتشغيل أنظمة تشغيل الحاسب المركزي التقليدية ( z/OS ، وz/VM ، و z/VSE ، و z/TPF )، من خلال إضافة معالج مساعدة التطبيق z المخصص لمعالجة Java وXML . إن IFL وzAAP متماثلان فعليًا مع المعالجات المركزية، ولكن شركة IBM تفرض رسومًا أقل مقابل استخدامها. في عام 2006 تمت إضافة نوع آخر من المعالجات المقيدة، وهو معالج المعلومات المتكامل z ، في نظام z9 .

## سمات

### المعالجات والذاكرة

#### كتاب المعالج
كتاب المعالج عبارة عن بطاقة معيارية في أجهزة الكمبيوتر المركزية من شركة IBM تحتوي على معالجات وذاكرة واتصالات إدخال/إخراج. يتم لحام وحدة متعددة الشرائح على كل كتاب معالج لطراز z196.

#### ترتيب قوة الحوسبة
تبدو عملية الطلب النموذجية لجهاز IBM Z الرئيسي الحديث مثل شراء الخدمة  أو تبدو مثل التأجير؛  حيث يعتبر الجهاز الرئيسي مجمعًا من البرامج/الأجهزة مع إيجار لحمل عمل النظام، وفي معظم الحالات يمكن فتح إمكانيات النظام الإضافية بعد دفع مبلغ إضافي.

### أنظمة التشغيل
تدعم أنظمة z15، وz14، وz13، وzEC12، وzBC12، وz114، وz196 أنظمة التشغيل الخاصة بشركة آي بي إم، وهي: z/OS، و z/VM، و z/VSE، و z/TPF. وتشمل أنظمة التشغيل الأخرى المتاحة نظام لينكس على IBM Z، مثل ريد هات انترايز لينكس6 و سوزي لينكس انتريرايز 11. وفي نوفمبر 2011، قدمت شركة آي بي إم دعمًا لنظام مايكروسفت ويندوز سرفر 2008 عبر وحدات شفرية تعتمد على معالج x86 ومتصلة بملحق IBM zEnterprise BladeCenter (zBX). كما يدعم zBX جهاز IBM WebSphere DataPower Integrated Appliance XI50 لـ zEnterprise (DataPower XI50z).

### امتداد BladeCenter (zBX)
يدعم نظام zEnterprise ملحق zEnterprise BladeCenter الاختياري (zBX). توفر هذه البنية التحتية الإضافية مفاتيح علوية زائدة، وإمدادات طاقة احتياطية، ومراوح إضافية، وهيكل IBM BladeCenter. يتيح هذا الهيكل الإضافي دمج وإدارة خوادم باور 7 واكس86 من خلال الحاسوب المركزي. ويُعد تركيب إطار اللعبة في Hoplon Infotainment مثالًا على استخدام الإطار الرئيسي الهجين.
يدعم نظام zBX ما يصل إلى 112 وحدة شفرة. يتم الربط بين zBX وخادم System Z عبر اتصال إيثرنت 10 جيجابت آمن ومكرر، مما يوفر شبكة بيانات خاصة. بالإضافة إلى ذلك، يوجد اتصال إيثرنت بسرعة 1 جيجابت مخصص للإدارة.

### التبريد السائل
يدعم كل من جهازي '''زد إي سي 12''' (zEC12) و'''زد 196''' (z196) نظام تبريد سائل خارجي. ويتوفر للعملاء خيار شراء الحاسوب المركزي الخاص بهم مزودًا بمبادل حراري مبرد بالماء.

### توصيف البولي يوريثان
تتوفر كل وحدة معالجة (PU) يتم اقتناؤها بواحدة من عدة أنواع متميزة:
- CP : المعالج المركزي؛ المعالجات القياسية. للاستخدام مع أي نظام تشغيل وتطبيقات مستخدم مدعومة.
- IFL : مرفق متكامل لنظام Linux ؛ يتم استغلاله بواسطة Linux ومعالجة z/VM لدعم Linux. ليس من الممكن تشغيل أنظمة تشغيل IPL بخلاف z/VM أو Linux على IFL.
- zAAP : معالج مساعدة التطبيقات ؛ يتم استغلاله في z/OS لأحمال العمل المحددة، والتي تتضمن وظائف IBM JVM وXML System Services.
- zIIP : معالج معلومات متكامل ؛ يتم استغلاله في z/OS لأحمال العمل المحددة، والتي تتضمن خدمات نظام XML المختلفة، وتفريغ IPSec، وأجزاء معينة من IBM DB2 DRDA، ومخطط النجمة، وIBM HiperSockets للرسائل الكبيرة، وهندسة IBM GBS القابلة للتطوير لإعداد التقارير المالية.
- ICF : مرفق الاقتران الداخلي ؛ يستخدم لتجميع z/OS، ويعمل حصريًا باستخدام كود التحكم في مرفق الاقتران (CFCC).
- SAP : معالج مساعد النظام ؛ يقوم بتحميل وإدارة عمليات الإدخال/الإخراج.
- IFP : معالج البرامج الثابتة المتكامل؛ مخصص لإدارة الجيل الجديد من محولات PCIe في zEC12 وzBC12.
- قطع الغيار : مخصصة حصريًا لتوفير إمكانية التعافي من الفشل في حالة فشل المعالج (CP، IFL، zAAP، zIIP، ICF، SAP أو IFP).

من الممكن أيضًا تشغيل أعباء العمل المؤهلة لوحدات معالجة تطبيقات زيه (zAAP) على وحدات معالجة معلومات زيه المتكاملة (zIIPs) في حال عدم تفعيل أي وحدات zAAP. ولا تفرض شركة آي بي إم أي رسوم برمجية على العمليات التي تُرسل إلى معالجات zAAP وzIIP.
إن إضافة وحدات IFLs، أو zAAPs، أو zIIPs، أو ICFs، أو SAPs، أو IFPs لا تُعدل إعداد سعة النظام أو تصنيفه بوحدة MSU (مليون تعليمات في الثانية)، بل وحدات المعالجة المركزية (CPs) هي المسؤولة عن ذلك.

## روابط خارجية
- الصفحة الرئيسية لأنظمة IBM Z
- تاريخ دورة حياة الحاسوب المركزي لشركة IBM
- أرشيفات IBM: تاريخ موجز لأجهزة IBM ES/9000 وSystem/390 وzSeries